# Đài Phát thanh và Truyền hình Trung ương Trung Quốc
Đài Phát thanh và Truyền hình Trung ương Trung Quốc (tiếng Trung: 中央广播电视总台; Hán-Việt: Trung ương Quảng bá Điện thị Tổng đài), còn được gọi là Đài Tiếng nói Trung Quốc, là công ty truyền thông nhà nước về phương tiện phát thanh và truyền hình ở Cộng hòa Nhân dân Trung Hoa. Tổng đài được thành lập vào ngày 21 tháng 3 năm 2018, là sự hợp nhất của tất cả các doanh nghiệp truyền thông nhà nước bao gồm Đài Truyền hình Trung ương Trung Quốc, Đài Phát thanh Nhân dân Trung ương và Đài Phát thanh Quốc tế Trung Quốc.  chịu sự quản lý trực tiếp của Bộ Tuyên truyền Trung ương thuộc Đảng Cộng sản Trung Quốc.

## Lịch sử

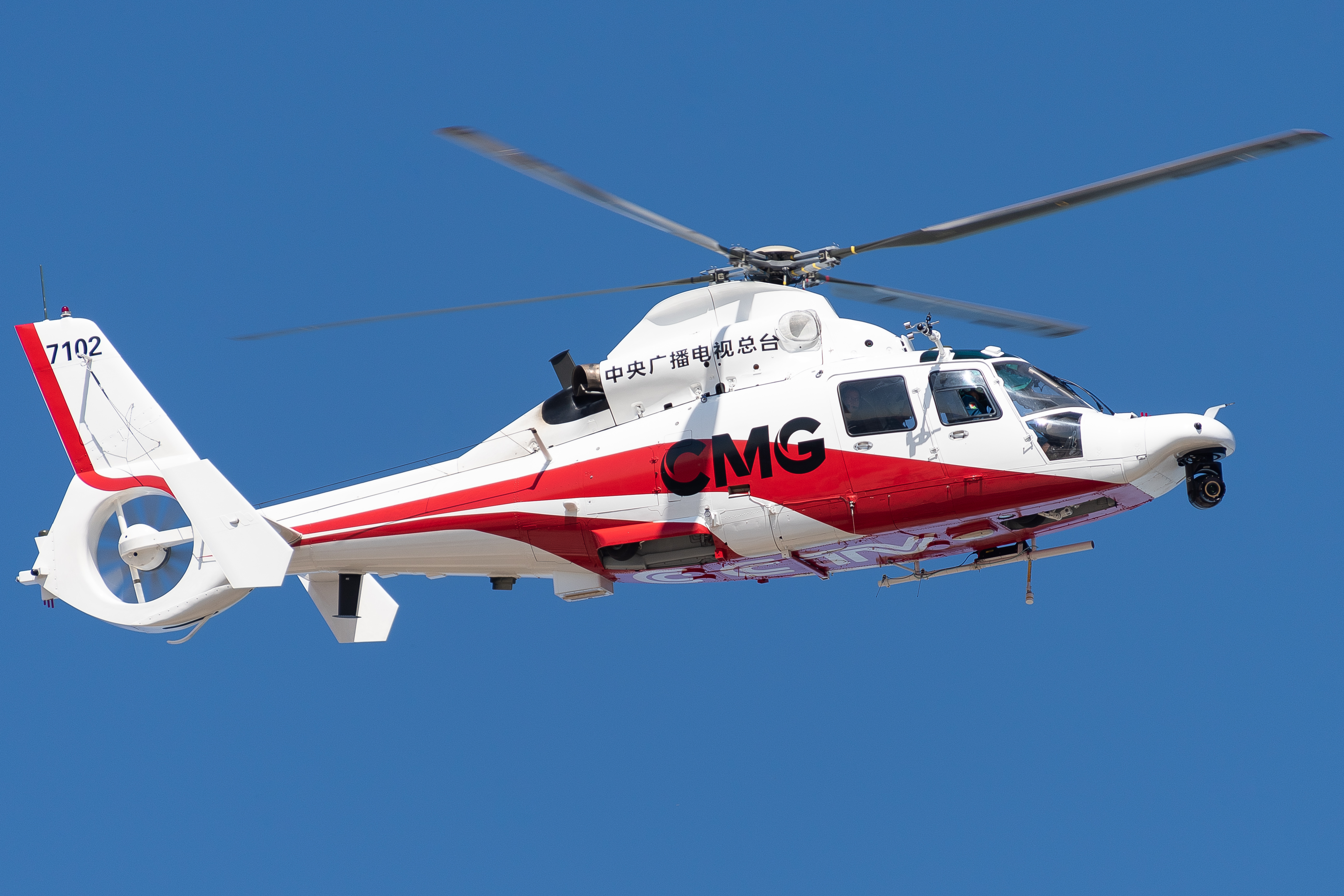
Trực thăng Z-9WA của CMG

Vào ngày 21 tháng 3 năm 2018, Chính phủ Trung Quốc thông báo là Đài Truyền hình Trung ương Trung Quốc, Đài Phát thanh Nhân dân Trung ương và Đài Phát thanh Quốc tế Trung Quốc đã chính thức được đổi tên thành Tổng đài Phát thanh Truyền hình Trung ương, sau phiên họp đầu tiên của Đại hội Đại biểu Nhân dân toàn quốc khóa XIII. Cùng ngày, Thận Hải Hùng chính thức được bổ nhiệm giữ chức Đài trưởng Tổng đài Quảng Điện.
Trong cuộc cải cách đảng và chính phủ năm 2018 ở Trung Quốc, CMG được thành lập để hoạt động như một công ty cổ phần hợp nhất của các dịch vụ phát thanh và truyền hình quốc gia và quốc tế của Cộng hòa Nhân dân Trung Hoa.
Vào năm 2020, một số tài sản của CMG, đặc biệt là Đài Truyền hình Quốc tế Trung Quốc và Đài Phát thanh Quốc tế Trung Quốc, đã được Bộ Ngoại giao Hoa Kỳ chỉ định là phái đoàn ngoại giao.

## Danh sách Đài trưởng
| Thứ tự | Tên           | Nhậm chức           | Giữ chức    | Ghi chú      |
| ------ | ------------- | ------------------- | ----------- | ------------ |
| 1      | Thận Hải Hùng | 21 tháng 3 năm 2018 | Đương nhiệm | [ 9 ] [ 10 ] |